# Дженнари, Казимиро
Казимиро Дженнари (итал. Casimiro Gennari; 29 декабря 1839, Маратеа, королевство Обеих Сицилий — 23 марта 1914, Рим, королевство Италия) — итальянский куриальный кардинал. Епископ Конверсано с 13 мая 1881 по 6 февраля 1897. Асессор Верховной Священной Конгрегации Священной Канцелярии с 15 ноября 1895 по 18 апреля 1901. Титулярный архиепископ Наупактуса с 6 февраля 1897 по 18 апреля 1901. Префект Священной Конгрегации Собора с 20 октября 1908 по 23 марта 1914. Камерленго Священной Коллегии Кардиналов с 29 апреля 1909 по 27 ноября 1911. Кардинал-священник с 15 апреля 1901, с титулом церкви Сан-Марчелло с 18 апреля 1901. 